# ويك فورست (كارولاينا الشمالية)
ويك فورست (بالإنجليزية: Wake Forest town, North Carolina)‏ هي بلدة تقع بولاية كارولاينا الشمالية في الولايات المتحدة. تبلغ مساحتها 46.20 كم2، وترتفع عن سطح البحر 118 م، بلغ عدد سكانها 30,117 نسمة في عام 2010 حسب إحصاء مكتب تعداد الولايات المتحدة وتصل الكثافة السكانية فيها 651.9 نسمة لكل كيلومتر مربع (1,688.4/ميل2).

## التركيبة السكانية
حدّد مكتب تعداد الولايات المتحدة بيانات التركيبة السكانية لويك فورست في تعداد الولايات المتحدة. في ما يلي، التركيبة السكانية حسب تعدادي 2000 و2010.

### تعداد عام 2000
بلغ عدد سكان ويك فورست 12,588 نسمة بحسب تعداد عام 2000، وبلغ عدد الأسر 4,617 أسرة وعدد العائلات 3,409 عائلة مقيمة في البلدة. في حين سجلت الكثافة السكانية 272.5 نسمة لكل كيلومتر مربع (705.8/ميل2). وبلغ عدد الوحدات السكنية 5,091 وحدة بمتوسط كثافة قدره 110.2 لكل كيلومتر مربع (285.4/ميل2).
وتوزع التركيب العرقي للبلدة بنسبة 79.63% من البيض و15.78% من الأمريكيين الأفارقة و0.21% من الأمريكيين الأصليين و2.03% من الأمريكيين ذوي الأصول الآسيوية و0.01% من سكان جزر المحيط الهادئ و0.78% من الأعراق الأخرى و1.56% من عرقين مختلطين أو أكثر و2.08% من الهسبانيون أو اللاتينيون من أي عرق.
بلغ عدد الأسر 4,617 أسرة كانت نسبة 44% منها لديها أطفال تحت سن الثامنة عشر تعيش معهم، وبلغت نسبة الأزواج القاطنين مع بعضهم البعض 60.3% من أصل المجموع الكلي للأسر، ونسبة 10.7% من الأسر كان لديها معيلات من الإناث دون وجود شريك، بينما كانت نسبة 2.8% من الأسر لديها معيلون من الذكور دون وجود شريكة وكانت نسبة 26.2% من غير العائلات. تألفت نسبة 20.6% من أصل جميع الأسر من عدة أفراد يعيشون في نفس المنزل ونسبة 6% كانت تتألف من شخص يعيش بمفرده يبلغ من العمر 65 عاماً أو أكثر. وبلغ متوسط حجم الأسرة المعيشية 2.66، أما متوسط حجم العائلات فبلغ 3.11.
بلغ العمر الوسطي للسكان 31.5 عاماً. وكانت نسبة 29.7% من القاطنين تحت سن الثامنة عشر، وكانت نسبة 7% بين الثامنة عشر والرابعة والعشرين عاماً، ونسبة 39% كانت واقعةً في الفئة العمرية ما بين الخامسة والعشرين والرابعة والأربعين عاماً، ونسبة 15.7% كانت ما بين الخامسة والأربعين والرابعة والستين، ونسبة 6.3% كانت ضمن فئة الخامسة والستين عاماً فما فوق. يوجد لكل 100 أنثى 93.9 ذكر، ويوجد لكل 100 أنثى في الثامنة عشر من عمرها فما فوق 91.9 ذكر.
بلغ متوسط دخل الأسرة في البلدة 52,307 دولارًا، أما متوسط دخل العائلة فبلغ 60,408 دولارًا. وكان متوسط دخل الذكور 45,630 دولارًا مقابل 30,205 دولارًا للإناث. وسجل دخل الفرد الخاص بالبلدة 22,746 دولارًا. وكانت نسبة 6.3% من العائلات ونسبة 8.8% من السكان تحت خط الفقر، وكان من هؤلاء نسبة 10.9% تحت سن الثامنة عشر ونسبة 15.7% في الخامسة والستين من العمر وما فوق.

### تعداد عام 2010
بلغ عدد سكان ويك فورست 30,117 نسمة بحسب تعداد عام 2010، وبلغ عدد الأسر 10,521 أسرة وعدد العائلات 8,069 عائلة مقيمة في البلدة. في حين سجلت الكثافة السكانية 651.9 نسمة لكل كيلومتر مربع (1,688.4/ميل2). وبلغ عدد الوحدات السكنية 11,370 وحدة بمتوسط كثافة قدره 246.1 لكل كيلومتر مربع (637.4/ميل2).
وتوزع التركيب العرقي للبلدة بنسبة 77.34% من البيض و15.25% من الأمريكيين الأفارقة و0.42% من الأمريكيين الأصليين و2.95% من الأمريكيين ذوي الأصول الآسيوية و0.04% من سكان جزر المحيط الهادئ و1.56% من الأعراق الأخرى و2.45% من عرقين مختلطين أو أكثر و5.58% من الهسبانيون أو اللاتينيون من أي عرق.
بلغ عدد الأسر 10,521 أسرة كانت نسبة 48.8% منها لديها أطفال تحت سن الثامنة عشر تعيش معهم، وبلغت نسبة الأزواج القاطنين مع بعضهم البعض 63.5% من أصل المجموع الكلي للأسر، ونسبة 10.4% من الأسر كان لديها معيلات من الإناث دون وجود شريك، بينما كانت نسبة 2.7% من الأسر لديها معيلون من الذكور دون وجود شريكة وكانت نسبة 23.3% من غير العائلات. تألفت نسبة 18.9% من أصل جميع الأسر من عدة أفراد يعيشون في نفس المنزل ونسبة 6.2% كانت تتألف من شخص يعيش بمفرده يبلغ من العمر 65 عاماً أو أكثر. وبلغ متوسط حجم الأسرة المعيشية 2.83، أما متوسط حجم العائلات فبلغ 3.28.
بلغ العمر الوسطي للسكان 34.2 عاماً. وكانت نسبة 32.4% من القاطنين تحت سن الثامنة عشر، وكانت نسبة 6% بين الثامنة عشر والرابعة والعشرين عاماً، ونسبة 32.1% كانت واقعةً في الفئة العمرية ما بين الخامسة والعشرين والرابعة والأربعين عاماً، ونسبة 21.4% كانت ما بين الخامسة والأربعين والرابعة والستين، ونسبة 8.1% كانت ضمن فئة الخامسة والستين عاماً فما فوق. وتوزع التركيب الجنسي للسكان بنسبة 48.1% ذكور و51.9% إناث.

## وصلات خارجية
- الموقع الرسمي